# 113 км (бывший посёлок)
113 км — посёлок в Тогучинском районе Новосибирской области России. Входит в состав Кудринского сельсовета. Фактически урочище.

## География
Площадь посёлка — 4 гектара.

## История
Населённый пункт появился при строительстве железной дороги. В селении жили семьи тех, кто обслуживал железнодорожную инфраструктуру разъезда.

## Население
1. Н/Д[5]

## Инфраструктура
В посёлке по данным на 2007 год отсутствует социальная инфраструктура.
Основой экономики было обслуживание путевого хозяйства Западно-Сибирской железной дороги.

## Транспорт
Автомобильный и железнодорожный транспорт.
В пешей доступности автодорога 50Н-2613.